# Eulerova sumace
Eulerova sumace je sumační metoda používaná v matematice konvergentních a divergentních řad. Jde o jinou metodu pro přiřazení hodnoty řadě, než je obvyklá metoda, která pracuje s limitami částečných součtů. Pokud Eulerova transformace dané řady Σan konverguje k určité hodnotě, pak se tato hodnota nazývá Eulerův součet původní řady. Eulerovu sumaci lze použít pro urychlení konvergence řady, používá se však také pro divergentní řady.
Eulerovu sumaci lze zobecnit na rodinu metod označovaných (E, q), kde q ≥ 0. Suma (E, 1) je obyčejná Eulerova suma. Všechny tyto metody jsou striktně slabší než Borelova sumace; pro q > 0 jsou neporovnatelné s Abelovou sumací.

## Definice
Pro nějakou hodnotu y lze definovat Eulerův součet (pokud konverguje pro tuto hodnotu y), který odpovídá určité formální sumaci jako:
{\displaystyle _{E_{y}}\,\sum _{j=0}^{\infty }a_{j}:=\sum _{i=0}^{\infty }{\frac {1}{(1+y)^{i+1}}}\sum _{j=0}^{i}{\binom {i}{j}}y^{j+1}a_{j}.}
Pokud všechny formální součty skutečně konvergují, Eulerův součet bude roven levé straně. Použití Eulerovy sumace však může urychlit konvergenci (což je zvlášť užitečné pro alternující řady); někdy také může dát užitečný význam divergentním součtům.
Ospravedlnit tento přístup lze, protože pro zaměněný součet Eulerova sumace přechází na počáteční řadu, protože
{\displaystyle y^{j+1}\sum _{i=j}^{\infty }{\binom {i}{j}}{\frac {1}{(1+y)^{i+1}}}=1.}
Tuto metodu samotnou nelze vylepšit opakovaným použitím, protože
{\displaystyle _{E_{y_{1}}}{}_{E_{y_{2}}}\sum =\,_{E_{\frac {y_{1}y_{2}}{1+y_{1}+y_{2}}}}\sum .}

## Příklady
- Použitím y = 1 pro formální součet

{\displaystyle \sum _{j=0}^{\infty }(-1)^{j}P_{k}(j)}
vznikne
{\displaystyle \sum _{i=0}^{k}{\frac {1}{2^{i+1}}}\sum _{j=0}^{i}{\binom {i}{j}}(-1)^{j}P_{k}(j),}
pokud Pk je polynom stupně k. Protože vnitřní součet bude pro i > k nulový, Eulerova sumace v tomto případě převádí nekonečnou řadu na konečnou sumu.
- Volba

{\displaystyle P_{k}(j):=(j+1)^{k}}
dává explicitní reprezentaci Bernoulliho čísel, protože
{\displaystyle {\frac {B_{k+1}}{k+1}}=-\zeta (-k)}
(Riemannova funkce zeta). Formální součet v tomto případě diverguje, protože k je kladné, ale použití Eulerovy sumace na zeta funkci (nebo spíše na příbuznou Dirichletovu eta funkci) dává (viz globálně konvergentní řada)
{\displaystyle {\frac {1}{1-2^{k+1}}}\sum _{i=0}^{k}{\frac {1}{2^{i+1}}}\sum _{j=0}^{i}{\binom {i}{j}}(-1)^{j}(j+1)^{k},}
což je vzorec v uzavřeném tvaru.
- {\displaystyle \sum _{j=0}^{\infty }z^{j}=\sum _{i=0}^{\infty }{\frac {1}{(1+y)^{i+1}}}\sum _{j=0}^{i}{\binom {i}{j}}y^{j+1}z^{j}={\frac {y}{1+y}}\sum _{i=0}^{\infty }\left({\frac {1+yz}{1+y}}\right)^{i}}

Pro vhodnou volbu y (tj. rovnou nebo blízkou {\displaystyle -{\frac {1}{z}}}) tato řada konverguje k {\displaystyle {\frac {1}{1-z}}}.